# Friedrich August Fraustadt (Jurist)
Friedrich August Fraustadt  (* 8. Juni 1855 in Deutsch-Luppa; † 1927) war ein deutscher Verwaltungsjurist und Kreishauptmann in Zwickau.

## Leben
Er war der Sohn des evangelisch-lutherischen Pfarrers Emil Albert Fraustadt, besuchte von 1868 bis 1874 das Nikolai-Gymnasium in Leipzig und studierte anschließend bis 1879 Rechts- und Staatswissenschaften. Im selben Jahr trat er in den juristischen Vorbereitungsdienst ein und war bei den Amtsgerichten Oschatz und Dippoldiswalde tätig. Nach der zweiten juristischen Staatsprüfung 1884 wurde Fraustadt Bezirksassessor bei der Amtshauptmannschaft Annaberg. Im Jahr 1887 wechselte er zur Amtshauptmannschaft Borna und wurde zwei Jahre später zum Regierungsassessor ernannt. 1891 trat er als Hilfsarbeiter in das Königlich-sächsische Ministerium des Innern ein und wurde dort im folgenden Jahr zum Regierungsrat befördert. 1893 versetzte man ihn zur Kreishauptmannschaft Zwickau. 
Vom 1. Mai 1895 bis Ende 1900 war Fraustadt Amtshauptmann in Borna. Zum Beginn des Jahres 1901 kehrte er als Vortragender Rat ins sächsische Innenministerium zurück. Am 1. Juli 1907 erfolgte seine Ernennung zum Kreishauptmann von Zwickau. Diese Funktion übte Fraustadt bis zum 1. Juli 1919 aus und wurde dann pensioniert.